# Randia serboi
Randia serboi là một loài thực vật có hoa trong họ Thiến thảo. Loài này được Borhidi & Saynes mô tả khoa học đầu tiên năm 2006.